# Duje Bonačić
Duje Bonačić (10 de abril de 1929-24 de enero de 2020) fue un deportista yugoslavo que compitió en remo.

## Biografía
Participó en los Juegos Olímpicos de Helsinki 1952 en remo en la modalidad de 4 sin timonel junto con Velimir Valenta, Petar Šegvić y Mate Trojanović. En la primera ronda, participando en la segunda serie, hizo junto con su equipo un tiempo de 6:34.4, siendo el mejor tiempo, pasando así a la siguiente ronda. Tras su clasificación, participó en la segunda semifinal, y tras conseguir un tiempo de 7:01.1, siendo de nuevo el mejor de la semmifinal, obtuvo el pase a la final. Ya en la final, y tras conseguir un tiempo de 7:16.0, casi tres segundos más rápido que el equipo francés, se hizo con la medalla de oro.
Falleció a los 90 años a consecuencia de una enfermedad.

## Palmarés internacional
| Juegos Olímpicos | Juegos Olímpicos     | Juegos Olímpicos | Juegos Olímpicos   |
| Año              | Lugar                | Medalla          | Prueba             |
| ---------------- | -------------------- | ---------------- | ------------------ |
| 1952             | Helsinki (Finlandia) | Medalla de oro   | Cuatro sin timonel |